# Loch Rusky
Loch Rusky är en sjö i Storbritannien.   Den ligger i kommunen Stirling och riksdelen Skottland, i den nordvästra delen av landet, 600 km nordväst om huvudstaden London. Loch Rusky ligger 141 meter över havet.  Trakten runt Loch Rusky består i huvudsak av gräsmarker.